# Бозарал (котловина)
Бозара́л — котловина в междуречье Ишима и Иртыша, часть Камышловского лога. Располагается в 40 км к северо-западу от озера Шагалалытениз, на высоте 128 м над уровнем моря.
Котловина Бозарал представляет собой округлую впадину площадью 5 км².
Котловина имеет гидрогенное происхождение и ранее являлась участком русла реки Камышловка. Поверхность выстлана глиняно-аллювиальными отложениями древнего речного русла.
На территории котловины произрастают полынь, пырей и другие степные растения.
Название Бозарал переводится с казахского языка как «светлый остров». По другой версии, название значит «место, где растёт боз», где слово «боз» означает степную траву, подходящую на корм скоту.